# Lissett
Lissett – wieś w Anglii, w hrabstwie East Riding of Yorkshire. Leży 30 km na północ od miasta Hull i 278 km na północ od Londynu.